# Osbornoceros
Osbornoceros es un género extinto de artiodáctilos de la familia Antilocapridae. El Osbornoceros osborni es la única especie del género conocida. Los Osbornoceros vivieron durante el Mioceno tardío hace 7-6 millones de años en la actual Norteamérica.  Todos su fósiles vienen de una cantera cerca de Lyden, Nuevo México, lugar donde se han descubierto numerosos animales como el Chamitataxus, un tejón prehistórico que vivió en la misma época. Los fósiles del Osbornoceros fueron hallados en 1937, la mayoría en expediciones.

## Descripción
Osbornoceros fue parecido al antílope americano; poseía varios cuernos que salían de su cráneo. Fue, como sus parientes, un cuadrúpedo herbívoro. El Osbornoceros era un gran corredor gracias a su fino pelaje.